# Margo operta
Margo operta är en tvåvingeart som beskrevs av Mcalpine 1991. Margo operta ingår i släktet Margo och familjen Marginidae.
Artens utbredningsområde är Zimbabwe. Inga underarter finns listade i Catalogue of Life.